# 金鸡乡 (保山市)
金鸡乡，是中华人民共和国云南省保山市隆阳区下辖的一个乡镇级行政单位。

## 行政区划
金鸡乡下辖以下地区：
金鸡村、郑官村、育德村、东方村、甫家村和黄毛村。

## 中国传统村落
2013年8月，金鸡村、育德村被评为第二批中国传统村落。